# Florestano Pepe
Florestano Pepe (Squillace (Calabria), 1778. március 4. – Nápoly, 1851. április 3.) nápolyi tábornok, Guglielmo Pepe bátyja.

## Élete
Fiatalon a Nunziatella katonai akadémiára került. Előbb gyalogsági zászlós, majd 1798-ban hadnagy lett. 1799-ben a Parthenopéi Köztársaság (Nápoly) bukása után Franciaországba menekült, ahol belépett az olasz légióba. 1806-ban azonban hazájába visszatért és József nápolyi király szolgálatában, mint a nápolyi hadosztály vezérkari főnöke részt vett a francia hadsereg soraiban a spanyol hadjáratban. 1811-ben dandárparancsnoki rangra emelkedett. 1812-ben a „Fehér ördögöknek ” nevezett huszárcsapattal harmincan 300 ellen küzdött egy szál díszegyenruhában a kozákok ellen, a rettenetes orosz hidegben, majd a «nagy hadsereg» visszavonulásakor hadosztályának maradványait Danzigba vezette vissza, ahol 1813-ban orosz fogságba esett. Szabadulása után leverte - Joachim Murat megbízásából - az Abruzzókban támadt fölkelést, majd 1815-ben az osztrákok ellen harcolt Felső-Itáliában, részt vett a tolentinói csatában is. Ezután altábornaggyá(?) nevezték ki, 1815-ben. A napóleoni korszak és Murat menekülése után, mivel sebesüléssel is bajlódott, a polgári életnek szentelte magát: Nápolyban kormányzó lett. Életét Carrana írta meg (Genova, 1851).